# Lee Seung-hoon
Đây là một tên người Triều Tiên, họ là Lee.
Lee Seung-hoon (tiếng Hàn: 이승훈,  Hán-Việt: Lý Thắng Huân, sinh ngày 11 tháng 1 năm 1992), còn được biết đến với nghệ danh Seunghoon hoặc Hoony, là một rapper, vũ công và biên đạo múa, idol Tik Tok người Hàn Quốc. Anh hiện là trưởng nhóm tạm thời của nhóm nhạc nam Winner do YG Entertainment thành lập và quản lý.. Đã từng tham gia Kpop Star Season 1 và dành vị trí thứ 4, sau đó trở thành thực tập sinh của YG Entertainment.

## Tiểu sử
Seunghoon chuyển từ Busan đến Seoul sau khi tốt nghiệp trung học. Anh từng tham gia chương trình "Korea's Got Talent" với tư cách là một thành viên của nhóm Honest Boys. Anh cũng là biên đạo cho G-Dragon cho màn trình diễn flash mob.
Anh  đã thực hiện nghĩa vụ quân sự cùng với thành viên cùng nhóm Kim Jin-woo vào năm 2020, và đã xuất ngũ đầu năm 2022.

## K-pop Star
Vào năm 2011, Seunghoon thành công trong buổi thử giọng K-pop Star của SBS, một chương trình thử giọng. Mục đích của chương trình là tìm ra "ngôi sao" mới cho ba công ty hàng đầu K-pop: SM, YG, và JYP. Chương trình bắt đầu vào tháng 12 năm đó. Anh đã thành công trong việc lọt vào Top 10 trước khi bị loại ở "Vòng trực tiếp thứ 7" vào 15 tháng 4 năm 2012. Seunghoon xuất hiện vào tháng 5 trong tập 8 của SBS "Strong Heart" với các thí sinh khác.
Sau Kpop Star, anh gia nhập YG Entertainment và luyện tập cùng Team A. Để được debut anh phải tham gia chương trình sống còn Win "Who is Next" cạnh tranh giữa Team A và Team B, cuối cùng Team A chiến thắng giành được quyền debut.
Tháng 8/2014 WINNER phát hành album đầu tay 2014 S/S, WINNER giành cúp đầu tiên sau 5 ngày phát hành. Ca khúc chủ đề "Empty" giành được nhiều sự quan tâm của công chúng. Các thành viên trực tiếp tham gia vào quá trình sáng tác album, Seunghoon và Song Mino viết hầu hết lời rap cho Album.

## Danh sách đĩa nhạc

### Đĩa đơn K-Pop Star
| Tiêu đề                                      | Vị trí cao nhất | Vị trí cao nhất | Album                                           |
| Tiêu đề                                      | Hàn Gaon        | Hàn Billboard   | Album                                           |
| -------------------------------------------- | --------------- | --------------- | ----------------------------------------------- |
| "Ma Boy 2" Baek A-yeon (feat. Lee Seunghoon) | 50              | 67              | SBS K팝 스타 SPECIAL No.3 (Đĩa đơn kỹ thuật số) |

| Bài hát                | Ca sĩ                                          | Album                                     | Ghi chú                               |
| ---------------------- | ---------------------------------------------- | ----------------------------------------- | ------------------------------------- |
| "I Know"               | Seo Tai-ji & Boys                              | SBS K팝 스타 Top 10 (Đĩa đơn kỹ thuật số) |                                       |
| "Bobbed Hair"          | Jo Yong-pil                                    | SBS K팝 스타 Top 9 (Đĩa đơn kỹ thuật số)  |                                       |
| "When I Can't Sing"    | Se7en                                          | SBS K팝 스타 Top 8 (Đĩa đơn kỹ thuật số)  |                                       |
| "I Like to Move it"    | Nhạc phim Madagascar, nguyen gốc bởi will.i.am | SBS K팝 스타 Top 7 (Đĩa đơn kỹ thuật số)  | original rap                          |
| "Mother's Doenjangguk" | Dynamic Duo feat Ra.D                          | SBS K팝 스타 Top 6 (Đĩa đơn kỹ thuật số)  | with Choi Rae Seong and Park Jung Eun |
| "Champion"             | PSY                                            | SBS K팝 스타 Top 5 (Đĩa đơn kỹ thuật số)  |                                       |
| "Successful"           | Drake (feat. Trey Songz & Lil Wayne)           | SBS K팝 스타 Top 4 (Đĩa đơn kỹ thuật số)  | "Show Must Go On" original rap        |

## Sản phẩm
| Năm  | Ca sĩ     | Bài hát                 | Vai trò          | Album                            |
| ---- | --------- | ----------------------- | ---------------- | -------------------------------- |
| 2013 | Team A    | "Go Up"                 | Hợp tác viết lời | WIN: Who Is Next, 'Final Battle' |
| 2013 | Team A    | "Just Another Boy"      | Hợp tác viết lời | WIN: Who Is Next, 'Final Battle' |
| 2014 | WINNER    | "Color Ring"            | Hợp tác viết lời | 2014 S/S                         |
| 2014 | WINNER    | "Don't Flirt"           | Hợp tác viết lời | 2014 S/S                         |
| 2014 | WINNER    | "But"                   | Hợp tác viết lời | 2014 S/S                         |
| 2014 | WINNER    | "Different"             | Hợp tác viết lời | 2014 S/S                         |
| 2014 | WINNER    | "Smile Again"           | Hợp tác viết lời | 2014 S/S                         |
| 2016 | WINNER    | "Baby Baby"             | Hợp tác viết lời | EXIT: E                          |
| 2016 | WINNER    | "Sentimental"           | Hợp tác viết lời | EXIT: E                          |
| 2016 | WINNER    | "Immature"              | Hợp tác viết lời | EXIT: E                          |
| 2017 | WINNER    | "Really Really"         | Hợp tác viết lời | Fate Number For                  |
| 2017 | WINNER    | "Fool"                  | Hợp tác viết lời | Fate Number For                  |
| 2017 | WINNER    | "Love Me Love Me"       | Hợp tác viết lời | Our Twenty For                   |
| 2017 | WINNER    | "Island"                | Hợp tác viết lời | Our Twenty For                   |
| 2017 | SECHSKIES | "Back Hug"              | Hợp tác viết lời | Another Light                    |
| 2018 | WINNER    | "Everyday"              | Hợp tác viết lời | EVERYD4Y                         |
| 2018 | WINNER    | "Air"                   | Hợp tác viết lời | EVERYD4Y                         |
| 2018 | WINNER    | "Hello"                 | Hợp tác viết lời | EVERYD4Y                         |
| 2018 | WINNER    | "La La"                 | Hợp tác viết lời | EVERYD4Y                         |
| 2018 | WINNER    | "For"                   | Hợp tác viết lời | EVERYD4Y                         |
| 2018 | WINNER    | "Luxury"                | Hợp tác viết lời | EVERYD4Y                         |
| 2018 | WINNER    | "Movie Star"            | Hợp tác viết lời | EVERYD4Y                         |
| 2018 | WINNER    | "Special Night"         | Hợp tác viết lời | EVERYD4Y                         |
| 2018 | WINNER    | "Raining"               | Hợp tác viết lời | EVERYD4Y                         |
| 2018 | WINNER    | "Have A Good Day"       | Hợp tác viết lời | EVERYD4Y                         |
| 2018 | WINNER    | "MILLIONS"              | Hợp tác viết lời | MILLIONS                         |
| 2019 | WINNER    | "Ah Yeah"               | Hợp tác viết lời | WE                               |
| 2019 | WINNER    | "Zoo"                   | Hợp tác viết lời | WE                               |
| 2019 | WINNER    | "Mola"                  | Hợp tác viết lời | WE                               |
| 2019 | WINNER    | "Boom"                  | Hợp tác viết lời | WE                               |
| 2020 | WINNER    | "Soso"                  | Hợp tác viết lời | CROSS                            |
| 2020 | WINNER    | "OMG"                   | Hợp tác viết lời | CROSS                            |
| 2020 | WINNER    | "Dress Up"              | Hợp tác viết lời | CROSS                            |
| 2020 | WINNER    | "Flamenco" (Hoony Solo) | Hợp tác viết lời | CROSS                            |
| 2020 | WINNER    | "Don't Be Shy"          | Hợp tác viết lời | CROSS                            |
| 2020 | WINNER    | "Just Dance"            | Hợp tác viết lời | REMEMBER                         |
| 2020 | WINNER    | "My Bad"                | Hợp tác viết lời | REMEMBER                         |
| 2020 | WINNER    | "Teaser"                | Hợp tác viết lời | REMEMBER                         |
| 2020 | WINNER    | "Well"                  | Hợp tác viết lời | REMEMBER                         |
| 2020 | WINNER    | "Serenade" (Hoony solo) | Hợp tác viết lời | REMEMBER                         |

## Điện ảnh

### Music video
| Bài hát         | Ca sĩ                       | Độ dài | Vai trò   | Tham khảo |
| --------------- | --------------------------- | ------ | --------- | --------- |
| "One Dream"     | K-Pop Star Top 10 Finalists | 2:51   | Chính anh | [ 8 ]     |
| "Somebody"      | 15&                         | 3:20   | Khách mời | [ 9 ]     |
| "Ringa Linga"   | Taeyang                     | 3:49   | Khách mời | [ 10 ]    |
| "Empty"         | WINNER                      | 4:07   | Chính anh |           |
| "Color Ring"    | WINNER                      | 4:24   | Chính anh |           |
| "I'm Him"       | Song Min-ho                 | 3:21   | Khách mời | [ 11 ]    |
| "Sentimental"   | WINNER                      | 3:43   | Chính anh |           |
| "Baby Baby"     | WINNER                      | 5:05   | Chính anh |           |
| "Really Really" | WINNER                      | 3:40   | Chính anh |           |
| "Fool"          | WINNER                      | 3:54   | Chính anh |           |

### Chương trình thực tế và truyền hình
| Năm       | Tiêu đề                                            | Vai trò          | Ghi chú           | Kênh            |
| --------- | -------------------------------------------------- | ---------------- | ----------------- | --------------- |
| 2011-2012 | K-pop Star 1                                       | Thí sinh         | Top 4             | SBS             |
| 2011-2012 | Strong Heart                                       | Khách mời        | Tập 129 & 130     | SBS             |
| 2013      | K-pop Star 2                                       | Chính anh        | Vòng đấu đặc biệt | SBS             |
| 2013      | WIN: Who Is Next?                                  | Thí sinh Team A  | Tập 1-11          | Mnet            |
| 2013      | Winner TV                                          | Thành viên chính | Tập 1-10          | Mnet            |
| 2014      | Yoo Hee-yeol's Sketchbook                          | Khách mời        | Tập 243           | KBS 2           |
| 2014      | Weekly Idol                                        | Khách mời        | Tập 169           | MBC             |
| 2016      | ASK IN A BOX                                       | Khách mời        |                   | 1theK           |
| 2016      | Happy Camp                                         | Khách mời        |                   |                 |
| 2016      | Tok!Tok! Boni Hani                                 | Khách mời        |                   |                 |
| 2016      | Half Moon Friends                                  | Thành viên chính | Tập 1-10          | JTBC            |
| 2016      | Eat Sleep Eat in Krabi                             | Khách mời        | Tập 1-3           | tvN             |
| 2017      | My Little Television                               | Khách mời        | Tập 94 & 95       | MBC Live        |
| 2017      | Oppa Thinking                                      | Khách mời        | Tập 1             | MBC             |
| 2017      | Weekly Idol                                        | Khách mời        | Tập 301           | MBC             |
| 2017      | Animal farm                                        | Khách mời        | Tập 820           | SBS             |
| 2017      | Baek Jong-won's Three Great Emperors broadcast     | Khách mời        | Tập 82            | SBS             |
| 2017      | Youth Over Flower                                  | Thành viên chính |                   | tvN             |
| 2018      | Law of The Jungle                                  | Khách mời        | Tập 320 - 324     | SBS             |
| 2018      | Radio Star                                         | Khách mời        | Tập 572           | MBC             |
| 2018      | King Of Mask Singer                                | Khách mời        | Tập 153 - 154     | MBC             |
| 2018      | Unexpected Q                                       | Khách mời        | Tập 4             | MBC             |
| 2018      | Dancing High                                       | Huấn luyện viên  |                   | KBS             |
| 2018      | 2018 WINNER SUMMER STORY in Philippines            | Thành viên chính |                   |                 |
| 2018      | Knowing Brother                                    | Khách mời        | Tập 127           | JTBC            |
| 2018      | Mimishop                                           | Khách mời        | Tập 2 - 3         | JTBC            |
| 2018      | Mimishop                                           | Thành viên chính | Tập 11 -15        | JTBC            |
| 2018      | How Are You                                        | Khách mời        | Tập 1             | JTBC            |
| 2018      | Awesome Feed                                       | Thành viên chính |                   | tvN             |
| 2018      | Sugar Man 2                                        | Khách mời        | Tập 16            | JTBC            |
| 2018      | WINNER - Everd4y LINE Live                         | Thành viên chính |                   |                 |
| 2018      | Video Star                                         | Khách mời        | Tập 124           | MBC             |
| 2018      | WINNER's Holiday <Nagashima Spa Land>              | Thành viên chính |                   |                 |
| 2018      | YG Future Strategy Office                          | Khách mời        |                   | Netflix         |
| 2018      | ABEMA TV - WINNER 100 quetions SP                  | Khách mời        |                   |                 |
| 2018      | MTV Exclusive Live & Talk Special "OUR TWENTY FOR" | Khách mời        |                   |                 |
| 2018      | Amigo TV - WINNER                                  | Khách mời        | Tập 1-3           |                 |
| 2018      | Abema TV - YGTV - Love WINNER                      | Khách mời        |                   |                 |
| 2018      | WINNER 'EVERYD4Y' DVD Japan                        | Thành viên chính |                   |                 |
| 2018      | Wednesday Food Talk                                | Khách mời        | Tập 168           | tvN             |
| 2019      | Problematic Men                                    | Khách mời        | Tập 188           | tvN             |
| 2019      | Hoony Tour                                         | Thành viên chính | Tập 1-8           |                 |
| 2019      | Running Man                                        | Khách mời        | Tập 434           | SBS             |
| 2019      | Idol Room                                          | Khách mời        | Tập 55 + 75       |                 |
| 2019      | Grand Budaguest                                    | Khách mời        |                   | JTBC            |
| 2019      | WINNER - 'WE' LINE Live                            | Thành viên chính |                   |                 |
| 2019      | WINNER's 2019 SUMMER STORY in Hawaii               | Thành viên chính |                   |                 |
| 2019      | Bingo Trip                                         | Khách mời        | Tập 1-6           | Dingo Music     |
| 2020      | Door-to-Door Salesmen                              | Thành viên chính | Tập 1-5           | Studio Lululala |